# 詹姆斯·亞森
詹姆斯·亞森（James Arcene，1862年—1885年6月18日）是美國年紀最小的死刑犯之一，被處決時年僅23歲。詹姆斯是一個切羅基族人，他被控以搶劫與謀殺的罪名且判決成立，最後於1885年6月18日被絞死。
詹姆斯·亞森案最受爭議的一點即為他犯案時年僅10歲，並在逃亡13年後被逮捕處死，是美國年紀最小的死刑犯之一。此案因而引起是否應設定死刑執行年齡的最低下限的爭議。而詹姆斯的印第安人身份也受到注意，因為在當時少年死刑犯以黑人或印第安人居多，引起輿論質疑判決是否帶有種族歧視。